# 67式戦車橋
67式戦車橋（ろくななしきせんしゃきょう）は、陸上自衛隊が装備していた車両の一つで、「架橋戦車」と呼ばれる兵器の一つである。

## 開発・運用
機甲部隊の機動性向上を目的に1961年（昭和36年）、防衛庁（当時）技術研究本部と三菱重工業の共同で開発がはじまった。当初はM4A3E8戦車をベースに開発が始められたが、途中で61式戦車をベースとすることに変更となった。
1966年（昭和41年）に仮制式となり、1967年（昭和42年）に制式採用となって「67式戦車橋」と命名された。
実用試験および配備後の運用に特に問題のあるものではなかったが、正面装備である61式戦車の生産へ優先的に予算が割り振られたために支援車両にまで予算が回らず、さらにオイルショックによる防衛費の削減もあり、生産は試作車1輌を含め4輌のみにとどまっている。
その後、陸上自衛隊の架橋装備としては70式自走浮橋を代表とする非装甲の架橋機材が整備されたために追加生産・配備は行われず、61式戦車の後継である74式戦車を始めとして本車の最大通過重量を超える車重の戦闘車両は装備されなかったこともあり、全備重量50tの90式戦車が開発され、それに対応した装備として91式戦車橋が開発・装備されるまで陸上自衛隊唯一の戦車橋として少数ながら長らく使われた。
1991年（平成3年）から91式戦車橋との置き換えが進められ、1993年（平成5年）には全車が退役した。

## 設計
61式戦車の砲塔を撤去してシザース式（車体の上に二つ折りにした折り畳み式橋梁を水平に搭載し、前方に立てた後に展開する方式）のアルミ製架橋およびその展開/収容装置を搭載した車両で、全体の構成はアメリカのM60 AVLBと同様である。後継装備の91式戦車橋の架橋方式である水平押し出し式に対し、シザース式は橋梁を立ててから展開する構造上作業の秘匿が困難であり、敵弾下では被弾の危険が高く、構造が簡単で済む反面、戦闘用の装備としては不向きであった。
架橋作業には約3-5分を要し、幅10mまでの地形障害に対し橋梁を渡すことが可能で、40tまでの車両を通過させることができる。
通常、戦闘に用いられる車両ではないが、戦闘時に敵との交戦下で架橋を行う状況を考慮し、必要に応じて12.7mm重機関銃M2を車体に設置することも可能である。

## 諸元
- 架橋装置
  - 構造：油圧操作
  - 架橋角度：水平下14度以下
  - 所要時間：3-5分[1]

- 架橋
  - 構造：軽金属折畳式
  - 全長：12m[1]
  - 全幅：3.5m
  - 最大耐荷重：40t[1]

## 製作
- 三菱重工業 ※車体および展開装置
- 日本アルミ ※橋梁部